# بونت بی، نیو ساوت ولز
بونت بی (به انگلیسی: Bonnet Bay) یک حومه شهر در استرالیا است که در نیو ساوت ولز واقع شده‌است.